# Annapurna Pictures
Annapurna Pictures es una empresa estadounidense de cine fundada por Megan Ellison en 2011. Se especializa en producción de películas, producción de televisión, desarrollo de videojuegos, distribución, marketing y finanzas.
Annapurna invierte en finanzas y ventas a través de su filial Annapurna International, anteriormente llamada Panorama Media. También produce programas de televisión a través de la filial Annapurna Television y publica videojuegos bajo su brazo Annapurna Interactive.

## Filmografía

### Como productora
| Año  | Título                       | Notas |
| ---- | ---------------------------- | --- |
| 2012 | Lawless                      | coproducción con The Weinstein Company |
| 2012 | The Master                   | coproducción con The Weinstein Company |
| 2012 | Killing Them Softly          | coproducción con Plan B Entertainment; distribuido por The Weinstein Company                                                                               |
| 2012 | Zero Dark Thirty             | coproducción con Columbia Pictures |
| 2013 | Spring Breakers              | coproducción con Muse Productions; distribuido por A24 |
| 2013 | The Grandmaster              | coproducción con Block 2 Pictures, Jet Tone Films, Sil-Metropole Organization y Bona International Film Group                                              |
| 2013 | Her                          | coproducción con Warner Bros. Pictures |
| 2013 | American Hustle              | coproducción con Columbia Pictures y Atlas Entertainment                                                                                                   |
| 2014 | Foxcatcher                   | coproducción con Sony Pictures Classics |
| 2015 | Joy                          | coproducción con 20th Century Fox |
| 2016 | Todos queremos algo          | coproducción con Paramount Pictures |
| 2016 | Wiener-Dog                   | coproducción con Killer Films; distribuido por Amazon Studios y IFC Films                                                                                  |
| 2016 | La fiesta de las salchichas  | coproducción con Columbia Pictures, Point Grey Pictures y Nitrogen Studios                                                                                 |
| 2016 | 20th Century Women           | producido por; distribuido por A24 |
| 2017 | The Bad Batch                | producido por; distribuido por Neon |
| 2017 | Detroit                      | coproducción con First Light Productions y Page 1 |
| 2017 | Phantom Thread               | coproducción con Focus Features y Ghoulardi Film Company                                                                                                   |
| 2018 | The Sisters Brothers         | coproducción con Why Not Productions y Page 114 Productions                                                                                                |
| 2018 | If Beale Street Could Talk   | coproducción con Plan B Entertainment y Pastel Productions                                                                                                 |
| 2018 | The Ballad of Buster Scruggs | no aparece en créditos; coproducción con Netflix |
| 2018 | Vice                         | coproducción con Plan B Entertainment y Gary Sanchez Productions                                                                                           |
| 2019 | Missing Link                 | coproducción con Laika |
| 2019 | Booksmart                    | |
| 2019 | Where'd You Go, Bernadette   | coproducción con Color Force |
| 2019 | Estafadoras de Wall Street   | solo créditos; producida por Gloria Sanchez Productions, Nuyorican Productions y STX Entertainment                                                         |
| 2019 | Wounds                       | producido por; distribuido por Hulu |
| 2019 | Bombshell                    | Solo créditos; producida por Bron Studios, Denver and Delilah Productions, Lighthouse Media & Management, Creative Wealth Media, distribuido por Lionsgate |
| 2020 | Kajillionaire                | Coproducción con Plan B Entertainment |
| 2023 | Nimona                       | Coproducción con Blue Sky Studios, Double Negative y 20th Century Animation                                                                                |

### Como distribuidora
La compañía espera lanzar "aproximadamente de cuatro a seis películas al año".
| Estreno                  | Título                                 | Notas                                                    |
| ------------------------ | -------------------------------------- | -------------------------------------------------------- |
| 4 de agosto de 2017      | Detroit                                |                                                          |
| 15 de septiembre de 2017 | Brad's Status                          | distribuido con Amazon Studios                           |
| 13 de octubre de 2017    | Professor Marston and the Wonder Women | distribuido con Stage 6 Films                            |
| 6 de julio de 2018       | Sorry to Bother You                    |                                                          |
| 21 de septiembre de 2018 | The Sisters Brothers                   | [ 27 ]                                                   |
| 14 de diciembre de 2018  | If Beale Street Could Talk             | [ 28 ]                                                   |
| 25 de diciembre de 2018  | Vice                                   | [ 29 ] [ 26 ]                                            |
| 25 de diciembre de 2018  | Destroyer                              | [ 30 ]                                                   |
| 12 de abril de 2019      | Missing Link                           | distribuido en Estados Unidos a través de United Artists |
| 24 de mayo de 2019       | Booksmart                              | distribuido en Estados Unidos a través de United Artists |
| 16 de agosto de 2019     | Where'd You Go, Bernadette             | distribuido en Estados Unidos a través de United Artists |